# باشگاه فوتبال شورتان
باشگاه فوتبال شورتان گذار یک باشگاه فوتبال حرفه‌ای مستقر در گذار، ازبکستان است.